# Redoxon

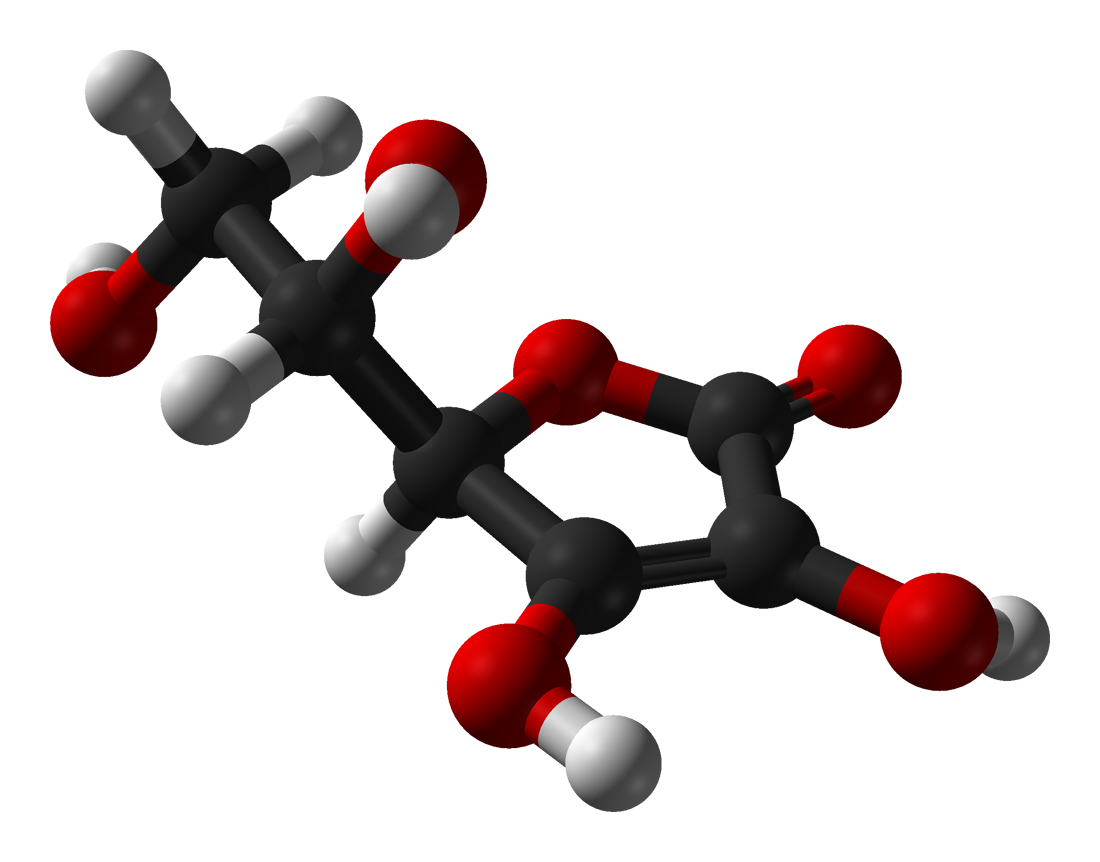
Ácido ascórbico.

Redoxón®, comercializado por primera vez al público en general en 1934, es la marca y el nombre original del primer ácido ascórbico sintetizado artificialmente (Vitamina C).

## Historia
El producto fue desarrollado por un equipo encabezado por el químico Tadeusz Reichstein, quien descubrió un método para sintetizar 30-40 g de vitamina C a partir de 100 g de glucosa. El método utiliza un paso intermedio creando sorbosa mediante un ingenioso proceso de fermentación descubierto por un investigador francés, Gabriel Bertrand. El mismo consiste en atraer moscas de la fruta a una mezcla de vino, vinagre, caldo de levadura y sorbitol, como caldo de cultivo para bacterias capaces de sintetizar sorbosa a partir del sorbitol. Luego de unos pocos días, fue posible crear 50 g de sorbosa, y luego resultó sencillo sintetizar ácido ascórbico a partir de la sorbosa.
A pesar de los posibles problemas por usar una cepa natural de bacterias para el proceso de fermentación, el mismo resultó superior a un método rival, Szent-Gyorgyi, que aislaba vitamina C a partir del pimiento. Luego de patentar el método Reichstein a favor de Hoffmann-La Roche, se convirtió en la base para la producción a gran escala de vitamina C.
Las tabletas para consumo del público están compuestas por ácido ascórbico y bicarbonato de sodio, que al agregarse al agua reaccionan produciendo ascorbato de sodio, agua y dióxido de carbono. Su sabor ligeramente dulce se debe al aspartame, el cual se añade para mitigar el sabor extremadamente agrio.

## Compañía Farmacéutica
Redoxon® es hoy fabricado y comercializado por Bayer AG. Anteriormente era fabricado por la compañía Roche hasta la adquisición de esta firma por parte de la compañía germana.